# 顧秉林
顧 秉林（こ へいりん、1945年10月8日 - ）は、中華人民共和国の教育者。黒竜江省ハルビン市出身。元清華大学学長。日本の東北大学で客員教授を務めた経験を持つ。第12回全国政治協常務委員。

## 経歴
原籍は吉林省徳恵県で、1945年10月8日に黒竜江省ハルビン市に生まれた。1960年に包頭市第九中学、安徽省蕪湖市第一中学を経て、1965年に清華大学工程物理系を卒業、同予科講師。1971年に中国共産党入党。1979年に、中国で文化大革命後初の政府派遣留学生としてデンマークのオーフス大学に留学し、1982年同大学より理学博士号を授与された。1984年に帰国し、清華大学講師や助教授を務めた。1988年1月、教授に昇格。2000年3月、清華大学研究生院院長に就任。2001年3月、清華大学副学長に就任。2003年4月、王大中の後任として、清華大学学長に任命された。2012年2月28日、清華大学高等研究院院長に就任。

## 栄典
- 1999年、中国科学院院士。
- 2004年、日本東北大学第一回魯迅賞。
- 2010年10月、スウェーデン王立工程科学院外籍院士。
- 2016年、日本外務大臣表彰賞。